# Pfarrkirche Leiblfing in Tirol

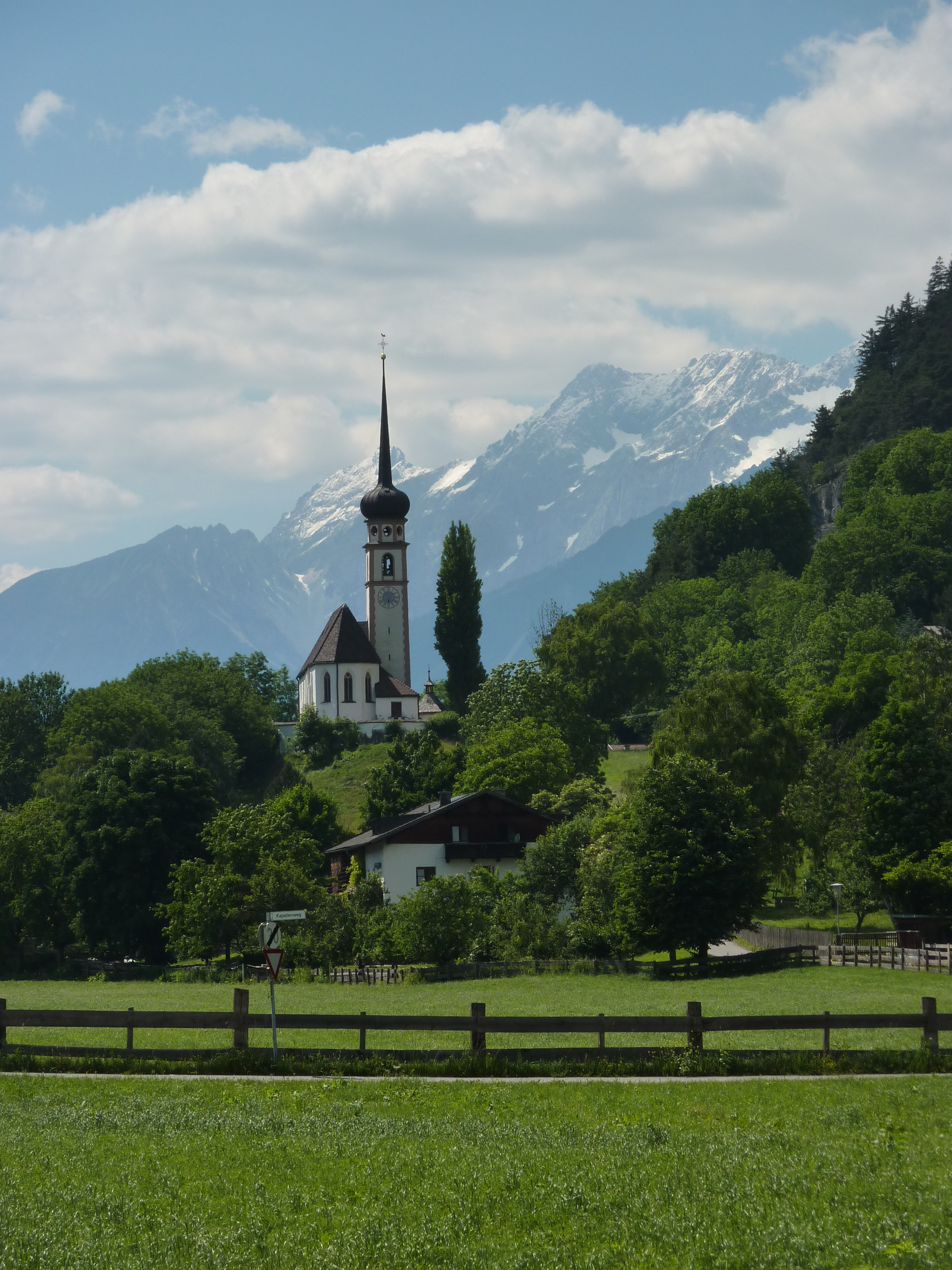
Katholische Pfarrkirche hl. Georg in Leiblfing in Pettnau

Die Pfarrkirche Leiblfing steht im Kirchweiler Leiblfing in der Gemeinde Pettnau im Bezirk Innsbruck-Land in Bundesland Tirol. Die dem Patrozinium hl. Georg unterstellte römisch-katholische Pfarrkirche gehört zum Dekanat Telfs in der Diözese Innsbruck. Die Kirche und der Friedhof stehen unter Denkmalschutz (Listeneintrag).

## Geschichte
Urkundlich wurde 1090 eine Kirche genannt. 1226 und 1496 erfolgten Umbauten. 1682 wurde die Kirche nach Westen erweitert. 1891 wurde die Kirche zur Pfarrkirche erhoben. 
Die im Kern romanische Kirche wurde gotisch umgebaut und das Kircheninnere im 18. Jahrhundert barockisiert. 1838, 1909/1910 und 1965 wurde die Kirche renoviert.

## Architektur
Die Kirche steht erhöht über dem Inntal und ist von einem Friedhof umgeben.
Der Kirchenbau unter einem gemeinsamen Satteldach hat ein schlichtes Langhaus mit Spitzbogenfenstern und einen leicht eingezogenen spätgotischen Chor mit zweibahnigen Maßwerkfenstern. Chornordseitig steht ein gotischer Turm, das Glockengeschoß zeigt sich zwischen Gesimsen mit spitzbogigen Schallöffnungen, darüber ist ein achtseitiges Geschoß aus 1710 mit Vierpassfenstern und Eckpilastern, er trägt einen Zwiebelhelm mit einem schmalen hohen Spitz. Östlich anschließend steht der Sakristeianbau. An der Langhausnordseite gibt es Reste zweier gotischer Wandmalereien einer vielfigurigen Kreuzigung aus dem vierten Viertel des 14. Jahrhunderts. Im Westen steht ein Vordach auf Pfeilern, das dreifach gekehlte spätgotische Westportal entstand im Ende des 15. Jahrhunderts. Das spitzbogige Südportal ist vermauert.
Das Kircheninnere zeigt ein vierjochiges Langhaus, das Westjoch ist barock. Der gotische Triumphbogen ist spitzbogig und abgefast und nennt 1742. Der einjochige Chor hat einen Fünfachtelschluss, die Rippen des Kreuzrippengewölbes wurden abgeschlagen und das Gewölbe barockisiert. Die Stukkaturen mit Laub- und Bandlwerk und die Stuckrahmung der Fenster entstanden 1742. Wandmalereien an der Chornordwand zeigen sieben Figuren einer Apostelreihe unter einem Kielbogenfries um 1400, weiters teils gemalte Figuren von zwei hl. Märtyrerinnen unter Baldachinen um 1300. Die Deckengemälde zeigen in Medaillons hl. Georg, Dreifaltigkeit, hl. Christophorus und vier Evangelistensymbole vom Maler Ernest Pokorny 1965.

## Ausstattung
Im Chor gibt es in Stuckrahmen zwei Leinwandbilder hl. Aloysius und hl. Johannes Nepomuk aus dem zweiten Viertel des 18. Jahrhunderts.
Ein Kruzifix entstand um 1600, ein weiteres Kruzifix in der Mitte des 17. Jahrhunderts. Das Schmiedeeisengitter zur Westempore entstand im 18. Jahrhundert.
Eine Glocke nennt Bartlme Graßmayr 1708.

## Friedhof
Die Kriegergedächtniskapelle im Friedhof entstand 1954. Die Ausstattung schuf der Bildhauer Johannes Obleitner.